# Walker (nome)
Walker  è un nome proprio di persona inglese maschile.

## Origine e diffusione
Riprende il cognome inglese Walker, di origine occupazionale, che indicava una persona svolgente il mestiere di follatore; etimologicamente deriva dall'inglese antico wealcan, "camminare" (i follatori camminavano sulla lana grezza bagnata per pulirla e assottigliarla).

## Onomastico
Il nome è adespota, cioè privo di santo patrono; le persone che lo portano possono festeggiare il proprio onomastico il 1º novembre, giorno di Ognissanti.

## Persone

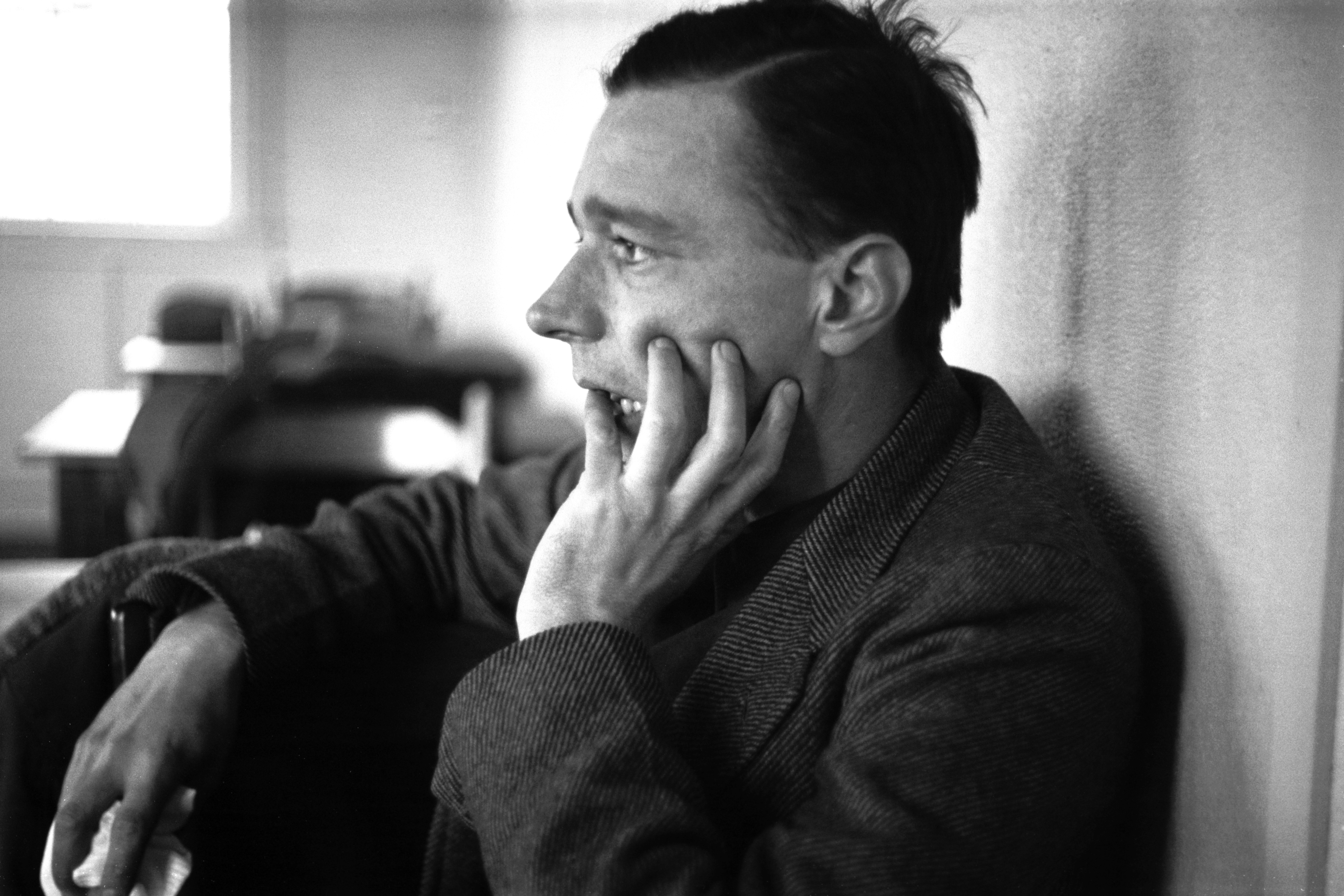
Walker Evans

- Walker Banks, cestista statunitense
- Walker Edmiston, attore e doppiatore statunitense
- Walker Evans, fotografo statunitense
- Walker Percy, scrittore britannico
- Walker Russell (1960), cestista e allenatore di pallacanestro statunitense
- Walker Russell (1982), cestista statunitense

## Il nome nelle arti
- Walker Boh è un personaggio dei romanzi della serie Shannara, scritti da Terry Brooks.